# 巴洛日站
巴洛日站是里加-叶尔加瓦铁路线上的一个火车站，车站建于1907年，附近的居民点是斯通尼希村。